# Pierre Gobert
Pierre Gobert, né à Fontainebleau en 1662, mort à Paris le 13 février 1744, est un peintre français.

## Biographie
Fils du sculpteur Jean II Gobert, Pierre Gobert est reçu à l’Académie royale de peinture et de sculpture le 31 décembre 1701 en tant que portraitiste.
Il devient l'un des peintres attitrés de l'aristocratie de la Cour à Versailles, à la fin du règne de Louis XIV, représentant parfois ses modèles sous les traits de figures mythologiques.
On lui attribue, à lui ou son atelier, le portrait de la Mauresse de Moret, possible fille métisse cachée de Louis XIV.
Pierre Gobert est aussi le peintre attitré de la Cour de Lorraine à Lunéville où il peint plusieurs portrait des membres de la famille ducale, la duchesse Elisabeth-Charlotte étant la soeur du régent de France.
Il est marié à Marie-Catherine Nivelon. 
Dans un acte de 1707, il est cité un Jean Gobert, maître peintre, demeurant place du Palais-Royal, frère de Pierre Gobert. Il n'est pas connu par ailleurs.
Vers 1712, il peint pour l'électeur Maximilien II de Bavière une série de seize portraits des plus belles femmes de la Cour de Louis XIV. Plusieurs de ces portraits sont aujourd'hui conservés au Château de Nymphenburg, à Munich.

## Collections publiques
- Dijon, musée des beaux-arts de Dijon :
  - Portrait de Louis-Henri de Bourbon, 1725, huile sur toile, 146 x 114 cm
- Mirande, musée des beaux-arts de Mirande :
  - Portrait de Mlle de Charolais en habit de Cordelier, huile sur toile
- Chantilly, musée Condé :
  - Portrait de Louis Henri de Bourbon, septième prince de Condé, huile sur toile[2]
  - Portrait de Louise-Françoise de Bourbon, dite Mlle de Nantes, princesse de Condé (1673-1743), épouse de Louis III de Bourbon-Condé, en habit de deuil noir et blanc, 1737, huile sur toile[3]
- Musée national des châteaux de Versailles et de Trianon :
  - Charles-Alexandre, prince de Lorraine (1712-1780), huile sur toile[4]
  - Charlotte-Aglae d'Orléans, duchesse de Modène (1700-1761), huile sur toile[5]
  - Corneille Van Clève (1644-1735), vers 1701, huile sur toile[6]
  - Élisabeth-Alexandrine de Bourbon-Coné, Mademoiselle de Sens (1705-1765), huile sur toile[7]
  - Enfant inconnu, vers 1725, huile sur toile[8]
  - François de Lorraine, empereur d'Allemagne (1708-1765) ; dit autrefois Léopold-Clément, prince héréditaire de Lorraine, huile sur toile[9]
  - Françoise-Marie de Bourbon, duchesse d'Orléans (1677-1749), huile sur toile[10]
  - Léopold-Clément de Lorraine (1707-1723) ; dit autrefois François 1er, empereur d'Allemagne, huile sur toile[11]
  - Léopold-Clément, prince héréditaire de Lorraine (1707-1723), huile sur toile[12]
  - Louise-Diane d'Orléans, princesse de Conti (1716-1736), huile sur toile[13]
  - Louise-Élisabeth de Bourbon-Condé, princesse de Conti (1699-1775), huile sur toile[14]
  - Louise-Élisabeth de France, dite Madame infante,et Anne-Henriette de France, dite Madame Henriette, vers 1737, huile sur toile[15]
  - Marie-Adélaïde de France, dite Madame Adélaïde (1732-1799), 1732, huile sur toile[16]
  - Marie-Adélaïde de Savoie, duchesse de Bourgogne (1685-1712), huile sur toile, esquisse[17]